# Біч-Боттом (Західна Вірджинія)
Біч-Боттом (англ. Beech Bottom) — селище (англ. village) в США, в окрузі Брук штату Західна Вірджинія. Населення — 553 особи (2020).

## Географія
Біч-Боттом розташований за координатами 40°13′24″ пн. ш. 80°39′28″ зх. д. / 40.22333° пн. ш. 80.65778° зх. д. (40.223426, -80.657892).  За даними Бюро перепису населення США в 2010 році селище мало площу 4,83 км², з яких 3,01 км² — суходіл та 1,82 км² — водойми.

### Клімат
| Клімат : Біч-Боттом   | Клімат : Біч-Боттом | Клімат : Біч-Боттом | Клімат : Біч-Боттом | Клімат : Біч-Боттом | Клімат : Біч-Боттом | Клімат : Біч-Боттом | Клімат : Біч-Боттом | Клімат : Біч-Боттом | Клімат : Біч-Боттом | Клімат : Біч-Боттом | Клімат : Біч-Боттом | Клімат : Біч-Боттом | Клімат : Біч-Боттом |
| Показник              | Січ.                | Лют.                | Бер.                | Квіт.               | Трав.               | Черв.               | Лип.                | Серп.               | Вер.                | Жовт.               | Лист.               | Груд.               | Рік                 |
| Середній максимум, °C | 3,9                 | 5,0                 | 11,1                | 17,8                | 23,3                | 27,8                | 29,4                | 28,9                | 25,6                | 18,9                | 11,7                | 5,0                 | 17,2                |
| Середній мінімум, °C  | −6,1                | −6,1                | −1,7                | 3,3                 | 8,3                 | 13,3                | 15,6                | 15,0                | 11,1                | 5,0                 | 0,0                 | −3,9                | 4,4                 |
| Норма опадів, мм      | 76                  | 58                  | 86                  | 86                  | 97                  | 99                  | 109                 | 91                  | 76                  | 69                  | 71                  | 71                  | 988                 |
| --------------------- | ------------------- | ------------------- | ------------------- | ------------------- | ------------------- | ------------------- | ------------------- | ------------------- | ------------------- | ------------------- | ------------------- | ------------------- | ------------------- |
| Джерело: Weatherbase  |                     |                     |                     |                     |                     |                     |                     |                     |                     |                     |                     |                     |                     |

## Демографія
Згідно з переписом 2010 року, у селищі мешкали 523 особи в 209 домогосподарствах у складі 141 родини. Густота населення становила 108 осіб/км².  Було 257 помешкань (53/км²).
Расовий склад населення:
| - 98,5 % — білих - 0,8 % — азіатів - 0,4 % — чорних або афроамериканців |

До двох чи більше рас належало 0,4 %. Частка іспаномовних становила 0,8 % від усіх жителів.
За віковим діапазоном населення розподілялося таким чином: 23,7 % — особи молодші 18 років, 58,3 % — особи у віці 18—64 років, 18,0 % — особи у віці 65 років та старші. Медіана віку мешканця становила 42,1 року. На 100 осіб жіночої статі у селищі припадало 91,6 чоловіків;  на 100 жінок у віці від 18 років та старших — 92,8 чоловіків також старших 18 років.
Середній дохід на одне домашнє господарство  становив 46 769 доларів США (медіана — 39 464), а середній дохід на одну сім'ю — 54 436 доларів (медіана — 56 111). За межею бідності перебувало 15,2 % осіб, у тому числі 13,5 % дітей у віці до 18 років та 10,9 % осіб у віці 65 років та старших.
Цивільне працевлаштоване населення становило 222 особи. Основні галузі зайнятості: освіта, охорона здоров'я та соціальна допомога — 23,9 %, виробництво — 16,7 %, мистецтво, розваги та відпочинок — 12,6 %, транспорт — 11,7 %.